# روتيليانو
روتيليانو (بالإيطالية: Rutigliano)‏ هي بلدة وبلدية في مقاطعة باري في إقليم بوليا في جنوب إيطاليا.

## السكان
في سنة 1861 بلغ عدد السكان 6٬291 نسمة، وتطور العدد ليصل في سنة 2011 لـ 18٬418 نسمة.
يظهر هذا المخطط البياني تطور النمو السكاني لـ روتيليانو

## أعلام
- جوزيبي دي دونا
- جونيور جاك